# Прово (Ливно)
Прово је насељено мјесто у Босни и Херцеговини, у граду Ливну, које административно припада Федерацији Босне и Херцеговине. Према попису становништва из 1991. у насељу је живјело 223 становника.

## Географија
Прово је село у доњем Ливањском пољу, у подножју планине Динаре, изнад којег се уздиже врх Соколац (1588 м. н. в). Смештено је на путу између села Губин и Чапразлије, на око око 30 километара од Ливна.

## Становништво
Према попису из 1879. у Прову је било 47 кућа са 47 домаћинстава са укупно 305 становника (161 мушких и 144 женских) грко-источне вероисповести. У време овог пописа Прово је припадало општини (џемату) Чапразлије.
Према попису из 1885. у Прову је било 44 кућа са 44 домаћинстава са укупно 333 становника (179 мушких и 154 женских) грко-источне вероисповести. 181 становник је био нежењен, 130 су били ожењени, а 22 су били удовци односно удовице. Статус кмета је имао 101 становник. У време овог пописа Прово је припадало општини (џемату) Чапразлије.
Према попису из 1910. у Прову је било 68 кућа (од којих је једна ненастањена) са  укупно 463 становника (248 мушких и 215 женских). Сви становници су били српско-православне вероисповести. 
Статус становника био је следећи:
- 30 домаћина слободних сељака (поседују сопствену земљу) са 99 чланова породице,
- 38 домаћина кметова (без земље) са 242 чланова породице,
- 2 домаћина кметови и уједно слободни сељаци али претежно слободни сељаци са 13 чланова породице,
- 5 домаћина кметови и уједно слободни сељаци али претежно кметови сељаци са 34 чланова породице.[3]

Године 1991. у селу је живело 223 становника (сви Срби), у 78 домаћинстава.
| Националност       | 1991. | 1981. | 1971. | 1961. |
| Срби               | 223   | 350   | 487   | 600   |
| Југословени        |       | 2     |       |       |
| Хрвати             |       |       | 1     |       |
| остали и непознато |       |       | 1     |       |
| Укупно             | 223   | 352   | 489   | 600   |

| Демографија | Демографија | Демографија |
| Година      | Становника  | Становника  |
| ----------- | ----------- | ----------- |
| 1961.       | 600         |             |
| 1971.       | 489         |             |
| 1981.       | 352         |             |
| 1991.       | 223         |             |

### Презимена
Од почетка двадесетог века па до 1995. год. у Прову су живеле следеће породице: Бикић, Борковић, Добрице, Ђуран, Ерцег, Загорац, Законовић, Ињац, Иветић, Јовчић, Калавер, Маљковић, Марчете, Михајило, Михаљица, Миљковић, Митровић, Мрвић, Пајчин, Покрајац, Попарић, Радић, Кисо.